# 佩德拉博尼塔
佩德拉博尼塔是巴西米纳斯吉拉斯州的一个市镇。总面积163.504平方公里，总人口6474人，人口密度39.6人/平方公里。